# Evangelische Kirche (Langd)
Die Evangelische Kirche in Langd, einem Stadtteil von Hungen im Landkreis Gießen (Hessen), besteht aus drei Baukörpern. Der frühgotische Chorturm wurde in der Mitte des 13. Jahrhunderts errichtet, die spätgotische Sakristei im 15. Jahrhundert und die Saalkirche im Stil des Historismus in den Jahren 1862 bis 1864. Die Kirche ist ortsbildprägend und hessisches Kulturdenkmal.

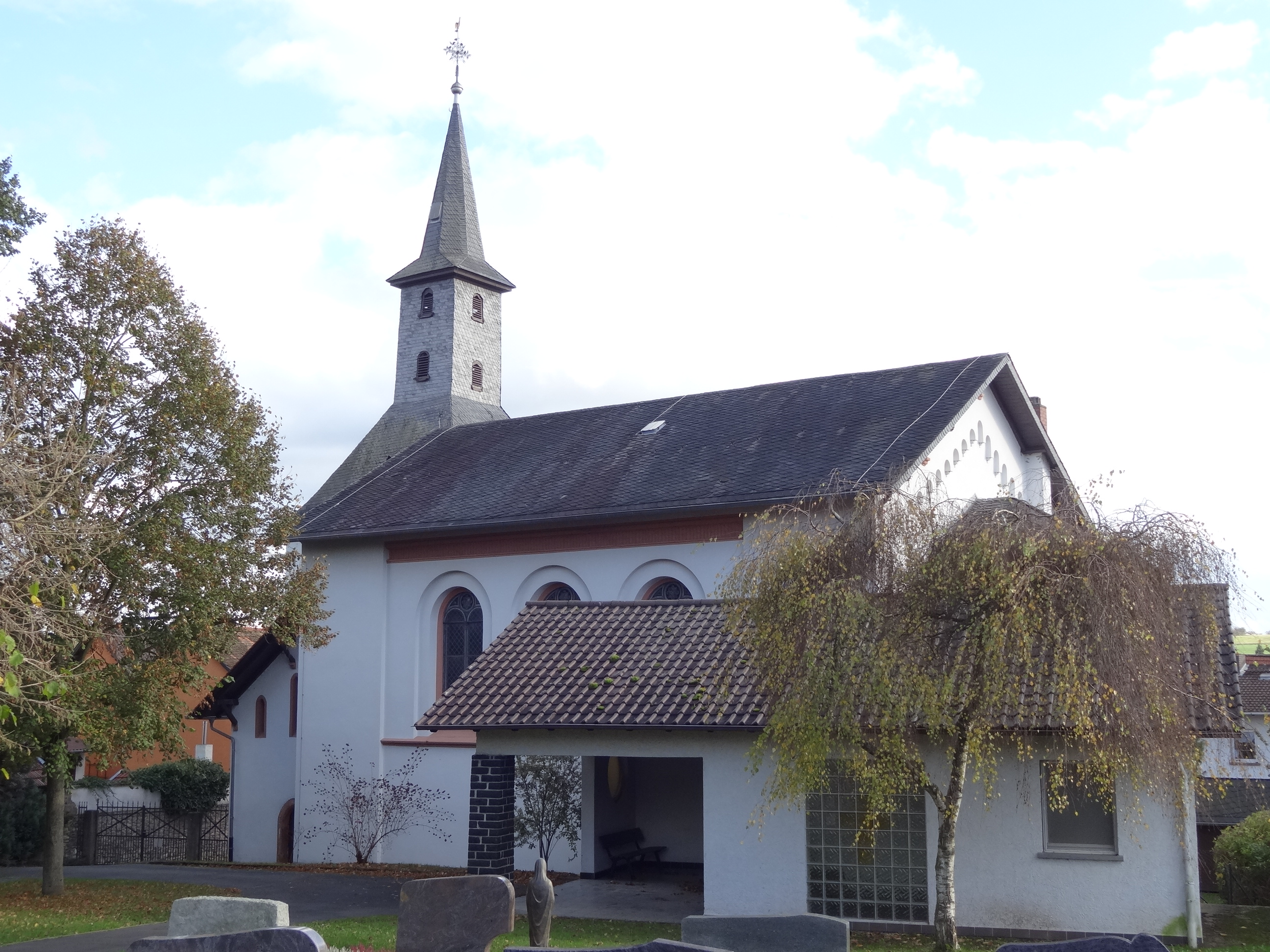
Kirche von Nordwesten

Die Kirchengemeinde gehört zum Dekanat Gießener Land in der Propstei Oberhessen der Evangelischen Kirche in Hessen und Nassau.

## Geschichte

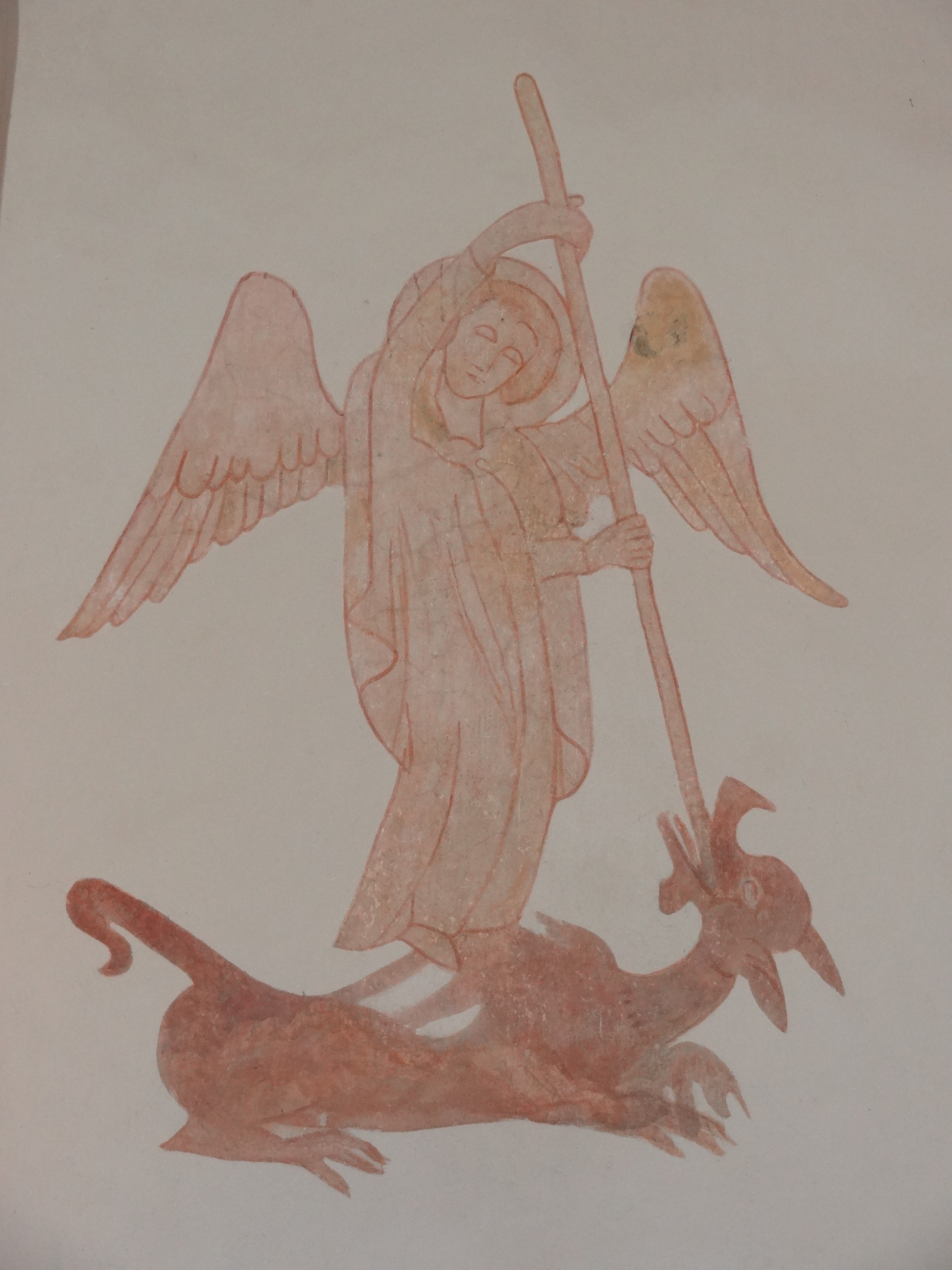
Michael als Drachentöter im alten Chorraum weist auf das alte Patrozinium

In kirchlicher Hinsicht waren Ober- und Niederlangd im Mittelalter Filialen der Mutterkirche in Rodheim im Archidiakonat St. Maria ad Gradus im Erzbistum Mainz. Im 13. Jahrhundert wurde in Langd eine Kirche mit Westturm und Ostapsis errichtet und dem hl. Michael geweiht. Aufgrund der frühen Ortserwähnung um 1150 im Codex Eberhardi wird ein älterer Vorgängerbau vermutet. Für die Jahre 1345 und 1352 ist ein eigener Pfarrer nachgewiesen. Im 15. Jahrhundert wurde eine Sakristei angebaut. Mit Einführung der Reformation wechselte der Ort zum protestantischen Bekenntnis. Als erster evangelischer Pfarrer wirkte hier Johannes Wagner von 1535 bis 1541.
Nachdem die Kirche in der ersten Hälfte des 19. Jahrhunderts baufällig geworden war, wurde im Jahr 1862 das mittelalterliche Schiff abgerissen und unter Leitung von Kreisbaumeister Georg Friedrich Wilhelm Noack aus Nidda ein neues Schiff an der Westseite des Turms errichtet. Ursprünglich war sie unverputzt. Der bisherige Ostturm und die alte Sakristei wurden beibehalten, aber der Chorraum in eine Eingangshalle an der Westseite umgestaltet. In diesem Zuge erhielt der Turm 1864 einen neuen Helmaufbau. Die Einweihung erfolgte am 9. Oktober 1864. Im Jahr 1911 wurden im Untergeschoss des Chorturms alte Wandmalereien freigelegt.
Seit 1939 ist Langd wieder bei Rodheim eingepfarrt. Im Jahr 1962 wurde eine umfassende Renovierung durchgeführt. Nachdem im Jahr 2012 wegen Einsturzgefahr die große Glocke stillgelegt werden musste, wurden in den Folgejahren am Chorturm Holzschäden am Gebälk, dem Glockenstuhl und den Treppenaufgängen festgestellt. Die Kosten für eine Turmsanierung, die im Jahr 2020 durchgeführt wurde, betrugen € 415.000. In einem zweiten Bauabschnitt soll die Sanierung des Kirchenschiffs für € 860.000 folgen.

## Architektur

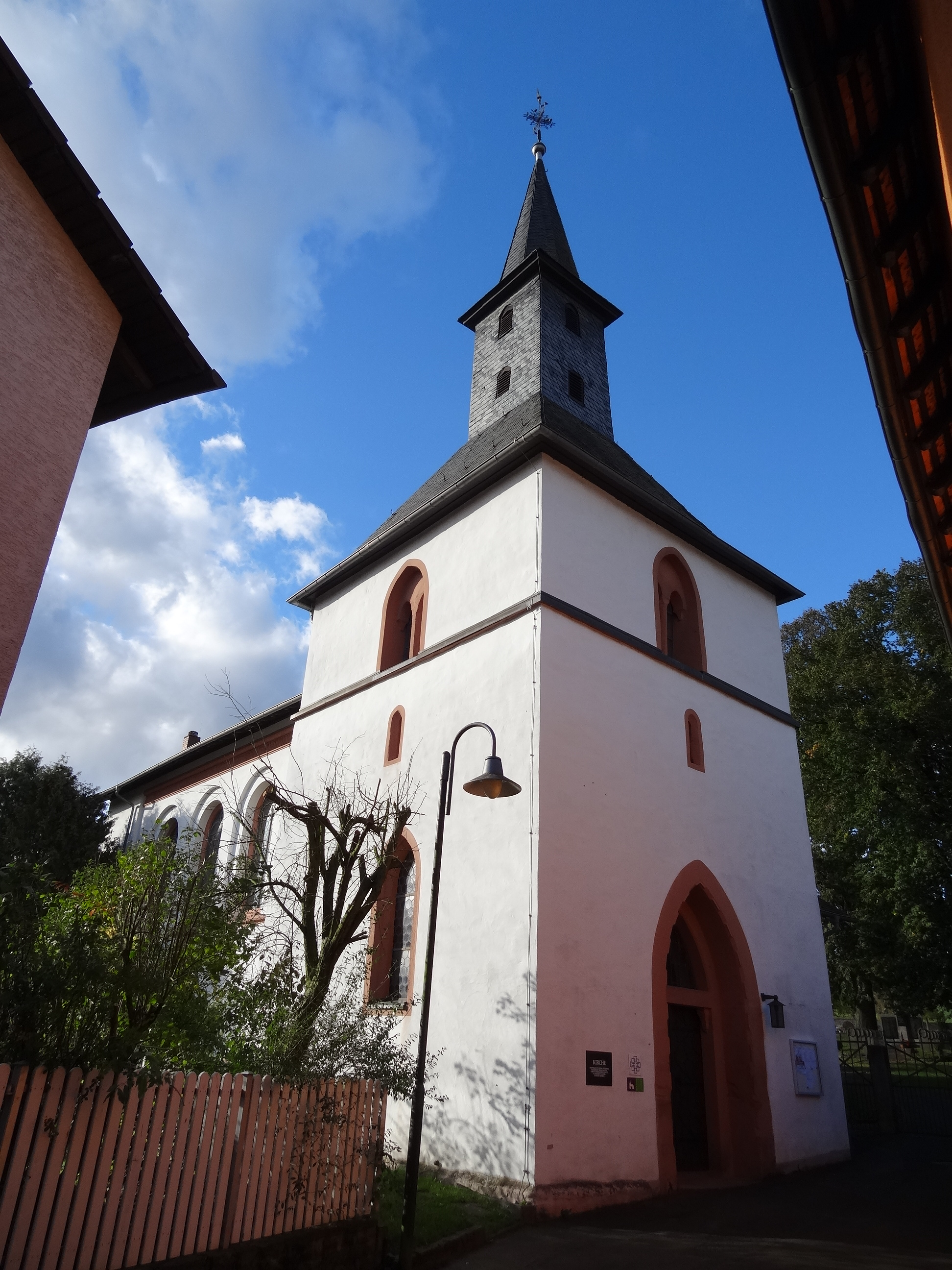
Chorturm von Südost

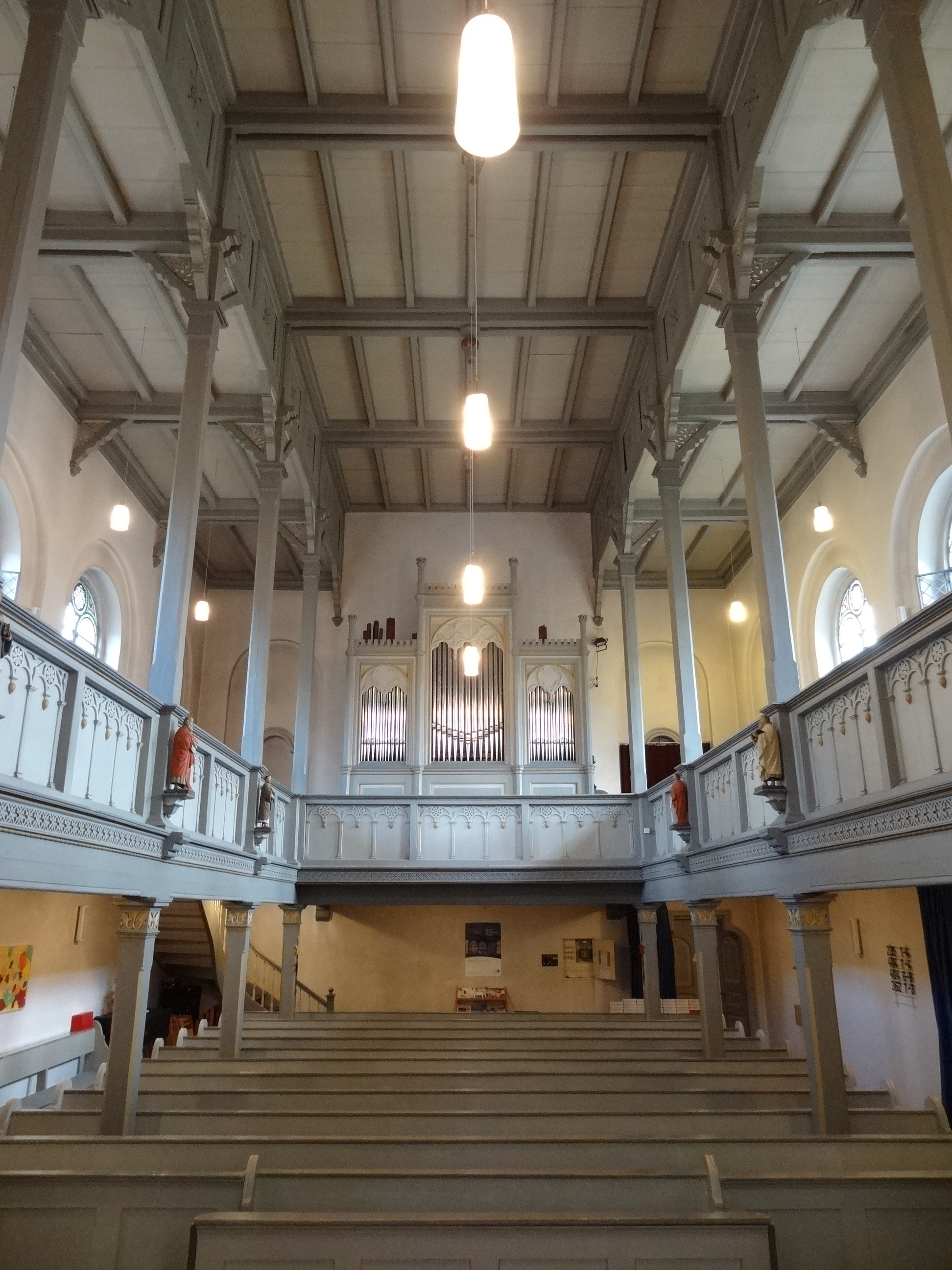
Dreischiffige Stufen- und Emoprenhalle

Der Kirche mit Ostturm und westlichem Chor ist am Nordwestrand des Dorfes gelegen. Turm, Sakristei und Kirche bestehen aus Bruchsteinmauerwerk, aus Basalt die Eckquaderung, Fenstergewände und Gesimse des Turms aus Lungstein, bei der Sakristei aus rotem Sandstein.
Ältester Baukörper ist der frühgotische Turm auf quadratischem Grundriss, der seit dem Umbau im 19. Jahrhundert als Eingangsraum fungiert und in die Südostecke des Kirchenschiffs führt. Das überwölbte Untergeschoss hat ein Kreuzgewölbe mit gekehlten Rippen, die auf verschiedenförmigen Spitzkonsolen ruhen. Der Schlussstein ist mit dem Gotteslamm belegt. Der spitzbogige Triumphbogen im Westen ist bis auf eine sekundär eingelassene Durchgangstür zugemauert, deren sieben Stufen zum Schiff hochführen. An der Ostseite ist unter einem ausgemauerten Bogen (für die ursprüngliche Apsis) die spitzbogige Eingangstür eingelassen. Das kleine Spitzbogenfenster an der Nordseite wird durch die Sakristei verdeckt. Das größere, ursprünglich zweiteilige Spitzbogenfenster in der Südwand hat abgeschrägte Gewände aus Lungstein. Mittelpfosten und Maßwerk sind entfernt, der Bogen aus Sandstein stammt aus späterer Zeit. Die südliche, wohl rundbogige Priestertür ist vermauert. Unter dem Teilungsgesims sind schmale spitzbogige Schlitze eingelassen, über dem Gesims, im ehemaligen Glockengeschoss, an jeder Seite Spitzbogennischen mit zweiteiligen Öffnungen. Der Helm von 1864 ist verschiefert und leitet pyramidenförmig zu einem schmalen quaderförmigen Mittelteil mit kleinen Schalllöchern in zwei Ebenen über. Darüber erhebt sich ein achtseitiger Spitzhelm, der von einem Turmknauf, Kreuz und einem vergoldeten Wetterhahn, der 2020 erneuert wurde, bekrönt wird.
Die nördlich angebaute spätgotische Sakristei wird von einem Pultdach abgeschlossen. Sie hat wie der Turm ein Kreuzgewölbe mit gekehlten Rippen. Eine Piscina ist außen noch erkennbar. Das kleine Ostfenster weist einen geraden Sturz auf und hat im Norden drei schmale Spitzbogenfenster. Das spitzbogige Fenster mit Nasen im Westen, wo sich das neue Schiff anschließt, ist vermauert. Die wohl rundbogige Durchgangstür vom Turm zur Sakristei ist vermauert, das Nordportal mit Fase spitzbogig.
Die westlich an Turm und Sakristei angebaute, aber etwas nach Norden versetzte Saalkirche auf rechteckigem Grundriss ist im Stil der Neuromanik errichtet und weist Elemente der Bäderarchitektur auf. Das Langschiff wird von einem Satteldach abgeschlossen. An den Langseiten sind symmetrisch drei große, rundbogige Fenster in einer großen Nische eingelassen. Das Südportal unter einem Schulterbogen, das frühere Hauptportal, ist heute zugemauert. Der eingezogene westliche Chor mit Fünfachtelschluss wird durch drei schmale Rundbogenfenster über einem Gesims belichtet.
Das Langhaus ist durch Reihen von Holzpfeilern in drei Schiffe unterteilt, beide Seitenschiffe mit Emporen gefüllt. Alle decken sind flach, aber das Mittelschiff etwas höher als die Seitenschiffe, also eine stufen- und Emporenhalle.

## Ausstattung

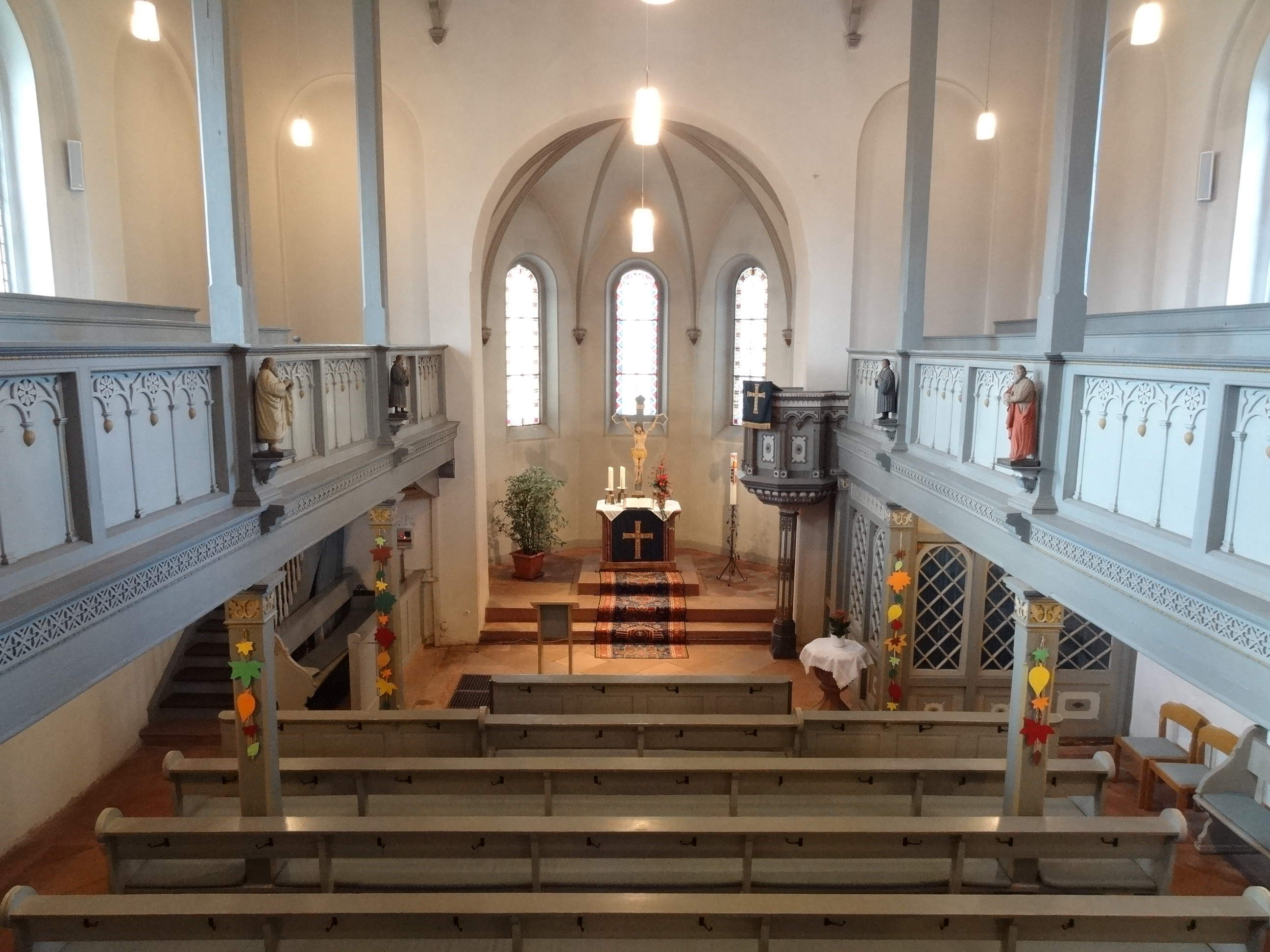
Blick zum Chor

Die mittelalterlichen Wandmalereien im unteren Geschoss des Turms zeigen an der Nordwand links vom Fenster den hl. Christophorus, das Jesuskind tragend und mit einem Stab, darüber den Wappenschild mit Lilie der Familie von Langd, an der rechten Seite den Erzengel Michael als Drachentöter, an der Ostseite über dem Portal in der Apsisnische eine Kreuzigungsgruppe und rechts des Portals Petrus mit Schlüssel, an der Südseite ganz links eine weibliche Heilige mit Palmzweig und Buchrolle. Drei Weihekreuze und eine nicht identifizierte Figur an der Nordwand sowie zwei Weihekreuze an der Südwand sind heute wieder übertüncht. Das mit zahlreichen Sternen bemalte Gewölbe ist ein Symbol für den Himmel.
Die Einrichtung des Schiffs stammt größtenteils aus der Erbauungszeit. Im Gegensatz zum romanisierenden Äußeren ist das Innere gotisierend gestaltet. Im Schiff wird die gestaffelte Holzdecke von viereckigen Holzpfosten getragen, die die dreiseitig umlaufende Empore einbeziehen. An den Emporen sind außer den hölzernen Figuren der vier Evangelisten Martin Luther und Philipp Melanchthon aufgestellt.

## Orgel

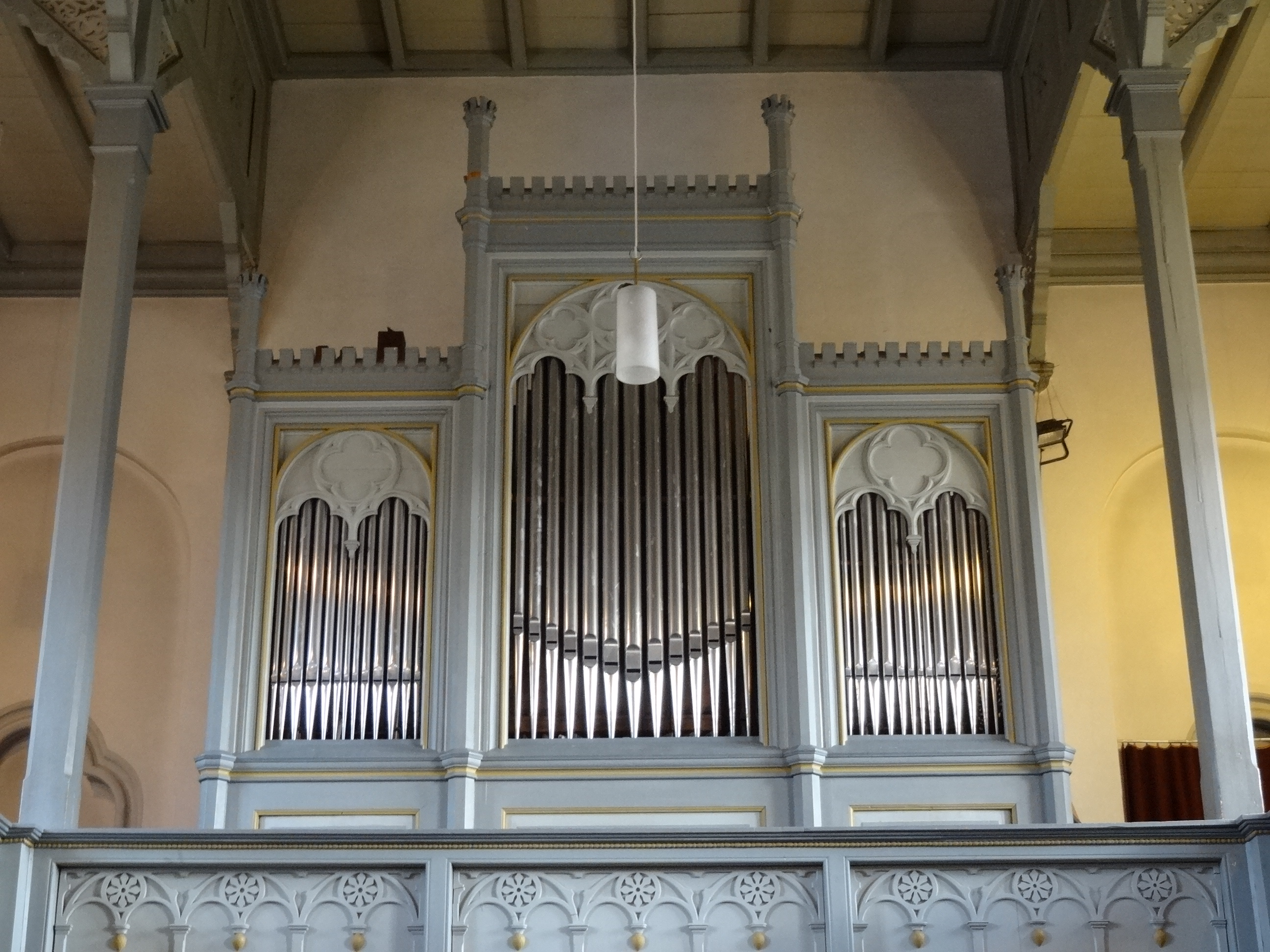
Förster-Orgel von 1865

Über eine Orgel in der Vorgängerkirche ist nichts bekannt. Im Jahr 1863 wurde Johann Georg Förster mit einem Neubau beauftragt, den er zweieinhalb Jahre später fertigstellte. Das Instrument verfügt über zwölf Register, die auf zwei Manualen und Pedal verteilt sind. Durch Transmission (Doppelschleifen) sind die Register des Hauptwerks auch im Pedal spielbar. Die Disposition lautet wie folgt:
| I Hauptwerk C–f3 |     |
| Quintatön        | 16′ |
| Prinzipal        | 8′  |
| Hohlflöte        | 8′  |
| Gamba            | 8′  |
| Bordun           | 8′  |
| Octave           | 4′  |
| Flöte dolce      | 4′  |
| Acuta IV         | 2′  |

| II Positiv C–f3 |    |
| Flöte amabile   | 8′ |
| Dolce           | 8′ |
| Flötgedackt     | 4′ |

| Pedal C–d1  |     |
| Subbass     | 16′ |
| Quintatön   | 16′ |
| Octave      | 8′  |
| Flöte       | 8′  |
| Violoncello | 8′  |
| Gedackt     | 8′  |
| Octave      | 4′  |
| Flöte       | 4′  |
| Acuta IV    | 2′  |

- Koppeln: II/I, I/P, II/P

## Glocken

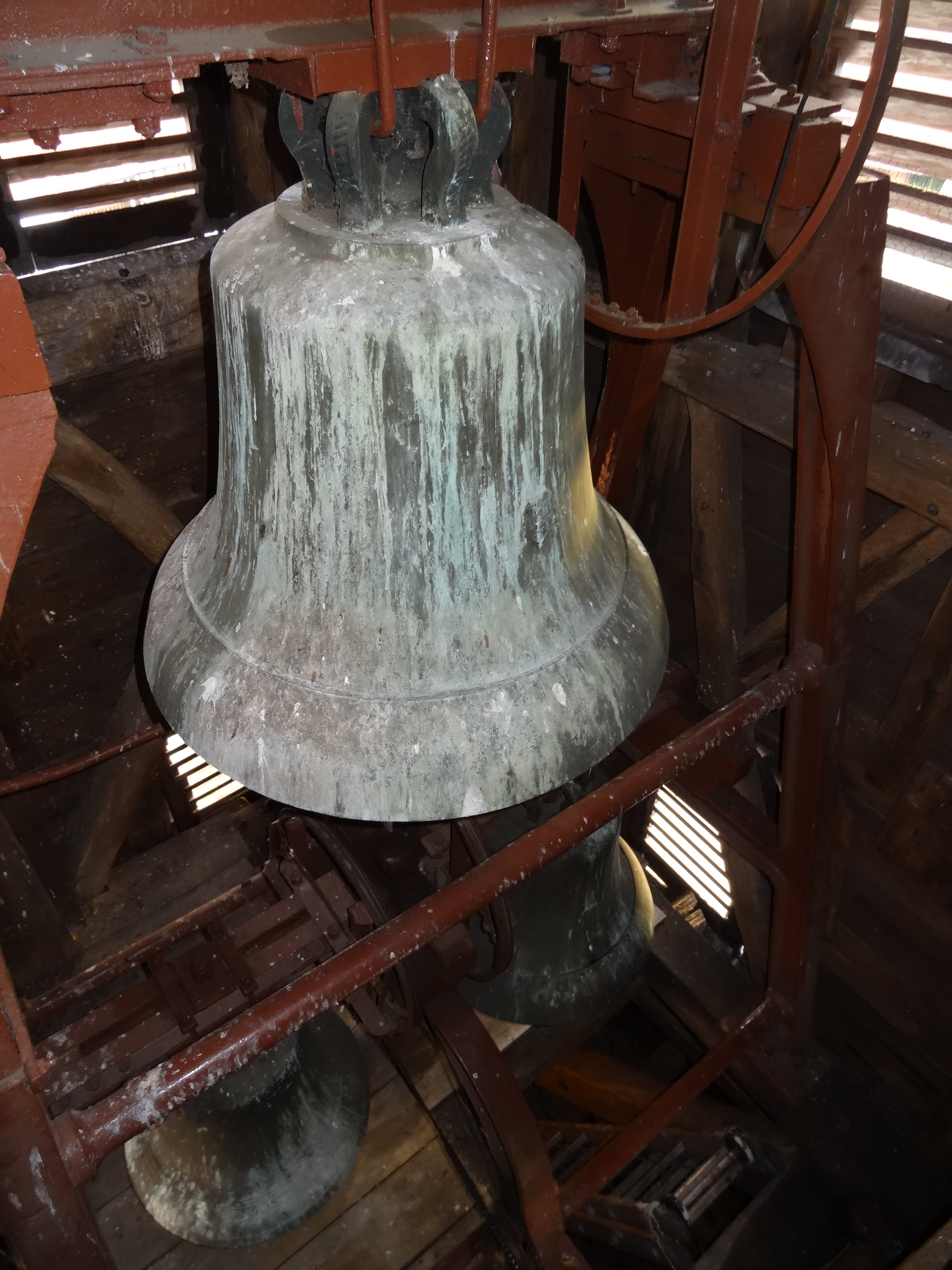
Geläut

Der Turm beherbergt ein Dreiergeläut. Andreas Hamm aus Frankenthal goss im Jahr 1878 drei Glocken mit einem Durchmesser von 900, 700 und 600 mm. 1917 wurden die beiden größten an die Kriegsrüstung abgeliefert, die dritte wurde 1920 in Zahlung gegeben, als man ein neues Geläut anschaffte.
| Nr. | Gussjahr | Gießer, Gussort     | Durchmesser (mm) | Schlagton | Inschrift                          | Bild |
| 1   | 1949     | Gebr. Rincker, Sinn |                  |           |                                    |      |
| 2   | 1949     | Gebr. Rincker, Sinn |                  |           |                                    |      |
| 3   | 1920     | F. W. Rincker, Sinn | 575              |           | „Reiß dein Volk aus Sünd und Not.“ |      |